# رون جونسون
رون جونسون هو سياسي كندي، ولد في 18 نوفمبر 1966 ببرانتفورد في كندا. حزبياً، نشط في حزب أونتاريو المحافظ التقدمي. وقد انتخب عضو برلمان مقاطعة أونتاريو.